# Gruppo Scoiattoli dei Denti della Vecchia
Die Gruppo Scoiattoli dei Denti della Vecchia, kurz: Gruppo Scoiattoli (deutsch: Gruppe Eichhörnchen) ist eine autonome Gruppe von Alpinisten und Kletterern im Kanton Tessin, die sich zusammenschlossen, um das Klettern und den Bergsport in seinen verschiedenen Formen zu fördern und die gleichnamige Hütte (Baita) in Ciovàsc am Fusse der Denti della Vecchia zu betreiben.

## Geschichte
Am 25. März 1964 gründete Elio Guglielmetti (Il Goia) mit elf Bergfreunden einen Verein, um innerhalb des SAC Tessin eine autonome Gruppe von erfahrenen Kletterern zu bilden. Sie kletterten schon seit einiger Zeit zusammen in den Denti della Vecchia und trafen sich fast jedes Wochenende in einer Hütte im Weiler Cioascio (Ciovàsc) in der Gemeinde Sonvico.
Die Ziele des Vereins sind:
- Die Stärkung des Bergsports im Tessiner Abschnitt des SAC und die Zusammenarbeit mit seinen Leitungsorganen
- Die Ausbildung und Integration junger Menschen mit besonderen Begabungen für das Bergsteigen
- Kollegiale Unterstützung bei der Vorbereitung und Durchführung von Aufstiegen
- Rettungsbereitstellung im Bedarfsfall

Neben den Denti della Vecchia wurden die Besteigungen auf Brenta, Salbitschijen, Grigna, Bergeller Gipfel usw. ausgedehnt. 1967 kam der Präsident Vittorio „Tolo“ Brocchi bei der Besteigung des Weisshorns ums Leben. In den folgenden Jahren erweiterte sich die Gruppe mit jungen Leuten. Um den Jugendlichen die Integration in die Gruppe zu ermöglichen, wurde das Aspirantenkonzept eingeführt, bei dem sie zuerst zwei Jahre als Anwärter aufgenommen wurden und dann zu erfahrenen «Eichhörnchen» befördert wurden. Die Wintererstbesteigungen stammen aus dieser Zeit.
1968 wurden die ersten beiden Nicht-Lugano-Mitglieder in die Gruppe aufgenommen. Die Gruppe war nicht mehr eine „Unterabteilung“ des SAC Lugano, sondern stand nun den besten Bergsteigern aller Tessiner Sektionen des SAC offen. 1969 wurde eine Expedition in Türkisch-Kurdistan organisiert. 1971 starben vier Mitglieder bei einem Eisabbruch am Mont Blanc. Von 1973 bis 1977 war Romolo Nottaris Präsident. 1975 wurden die Eichhörnchen Teil der Vereinigung der Groupes Haute Montagne Suisses GHM, die in diesen Jahren gegründet wurde, um Gruppen von Elite-Bergsteigern aus der ganzen Schweiz zusammenzubringen. Im selben Jahr erschien das erste kleine Magazin mit Berichten über neue Kletterrouten.
1979 wurde eine Hütte gebaut und die Gruppe für verdiente Bergsteiger auch ausserhalb des SAC Tessin geöffnet. 1994 wurde der lange vorbereitete Kletterführer Denti della Vecchia veröffentlicht.
Mit Luca Sganzini begann das Sportklettern im Kanton Tessin. Mehrere Mitglieder beteiligten sich an der ersten Tessiner Expedition in den Himalaya zum Südgrat des Pumori. 1978 trat Marco Pedrini der Gruppe bei. Bis Ende der 1970er-Jahre war die Gruppe elitär, es gab kaum vierzig Mitglieder.
Die Geburtsstunde des Freikletterns führte zur unbegrenzten Öffnung der UIAA-Schwierigkeitsskala nach oben und zu einem Generationenkonflikt. Die ältere Generation konnte die neuen Kletterregeln und die Aufgabe ihrer Werte nicht akzeptieren. Der Jugendprotest im Magazin von 1981 führte zu heftigen Reaktionen und brachte die Ersetzung des Präsidenten durch einen Koordinator, die Abkehr vom Gruppenbild der Elite-Bergsteiger und die Durchsetzung des Individualismus.
Der Kauf der neuen Hütte von 1990 schmiegte die Gruppe wieder zusammen. Im August 1991 wurde im Tessin erstmals ein Kletterwettbewerb organisiert. Aufgrund des erzielten Erfolges förderte die Scoiattoli-Gruppe die Veranstaltung auch in den folgenden Jahren, und die Tessiner Meisterschaft wurde für viele Kletterer zu einem wichtigen Termin. 1992 wurde die Zeitschrift der Gruppe wiedergeboren und alle sechs Monate in etwa zweihundertfünfzig Exemplaren veröffentlicht. Der jährliche Felsparcours und das Zelten wurden beibehalten, und Geld und Energie wurden in Bohrhaken und Bohrhakenrouten investiert.
Nach längerer Zeit reduzierter Aktivitäten wurden sie ab dem Jahr 2000 wieder intensiviert. Ein Komitee von vier Personen kümmert sich um die Leitung der Gruppe. Kurse, Zeitungen, Wettbewerbe, Sommercamping wurden wieder eingeführt und eine Website eröffnet. Alle fühlen sich der Gruppe zugehörig, natürlich immer im Namen des Individualismus.

## Team Giovani Scoiattoli (TGS)
Im Sommer 2015 wurde zur Förderung des Sportkletterns unter Jugendlichen das TGS gegründet. Das Team bietet ein spezielles Trainingsprogramm während des Schulsemesters an (Fitnessstudio Evolution in Taverne, Alpha Boulder Center in Giubiasco). An mehreren Tagen werden die Ergebnisse des Fitnesstrainings im Freien (Klettern und Bouldern) sowie in einem wöchentlichen Camp in den Sommerferien umgesetzt. Sie nehmen auch an regionalen und überregionalen Wettbewerben teil, um sich mit Gleichaltrigen der Schweiz zu vergleichen.
Neben den Grundlagen der Technik, Sicherheit und Ausrüstung umfasst das Programm die Verbesserung der körperlichen Leistungsfähigkeit und des positiven mentalen Ansatzes. Die Ausbilder der angebotenen Kurse sind Spitzensportler in ihrer Disziplin und haben eine Vorbildfunktion. Langfristig soll ein Team von jungen Kletterern aufgebaut werden, das zur Entwicklung des Sportkletterns im Kanton beiträgt und sich an in der Schweiz organisierten Sportwettkämpfen messen kann.

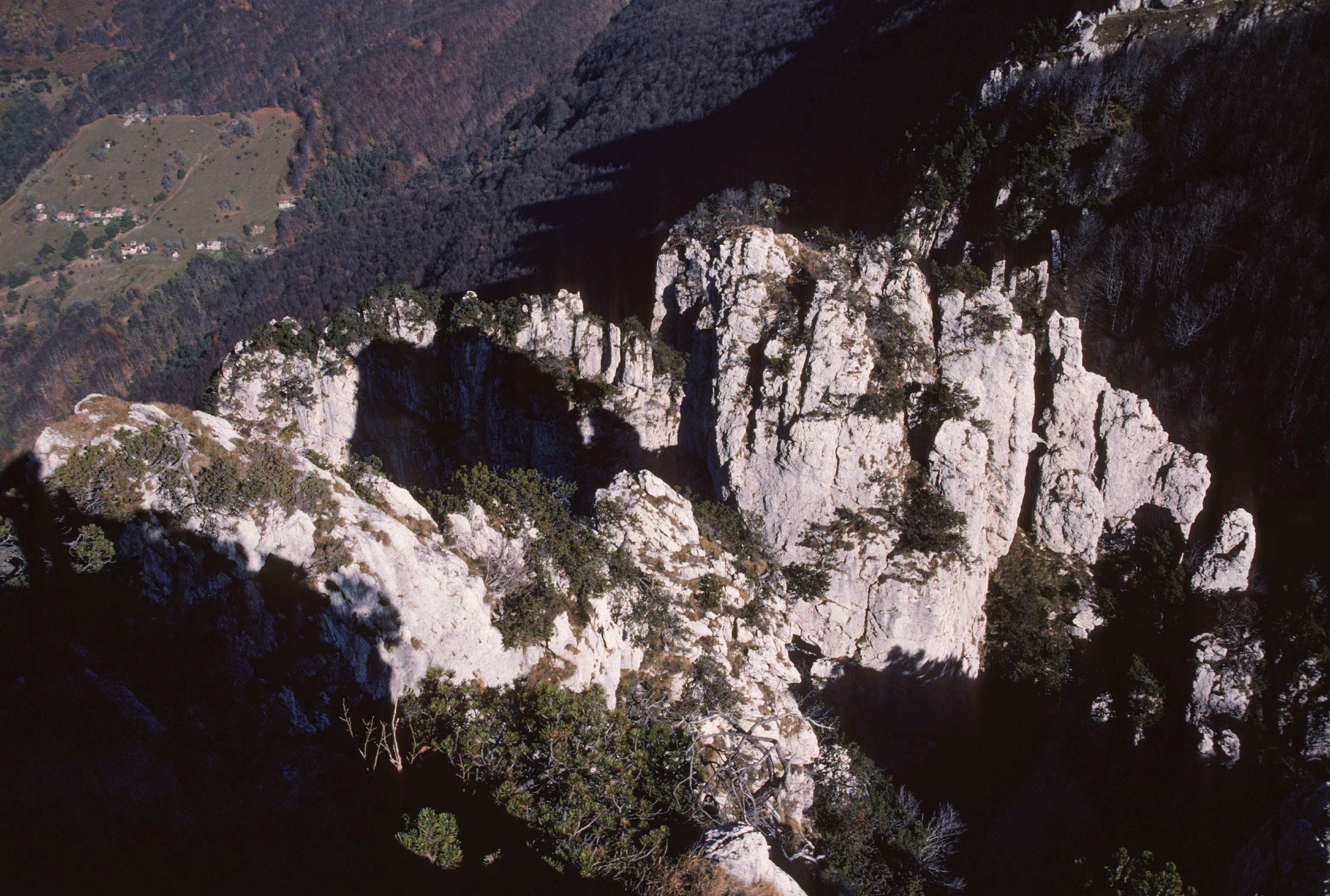
Denti della Vecchia mit Cioascio (Baita: zweitletzte Häusergruppe rechts unten)

## Hütte Baita Scoiattoli Cioascio
Die Hütte der Gruppo Scoiattoli steht im Weiler Cioascio auf 1040 m ü. M. am Fusse der Denti della Vecchia in den Luganer Voralpen. Sie ist das ganze Jahr auf der Website buchbar, im Winter gibt es kein fliessendes Wasser. Es hat 14 Schlafplätze mit Duvets, einen Speisesaal mit Gasherd und eine Toilette, aber keine Dusche. Sie kann mit Holz geheizt werden.

## Nachbarhütten
- Capanna Baita del Luca
- Capanna Pairolo

## Bekannte Mitglieder
- Romolo Nottaris (* 1946), Pumori 1978, Makalu 1981, Gasherbrum II 1981 usw.
- Tiziano Zünd, Pumori 1978
- Luca Sganzini (1952–1979), Pionier des modernen Sportkletterns, Pumori 1978
- Genesio Petazzi, Südwand des Poncione d'Alnasca 1973
- Marco Pedrini, erste Solo-Besteigung des Cerro Torre 1985
- Gianni Goltz, erster Tessiner auf dem Everest und sieben Achttausender ohne Sauerstoff
- Giovanni Quirici, Gastlosen «Yeah Man» frei 2010, Eröffner schwieriger Routen weltweit, starb am Eiger